# ルイーゼが不実な恋人の手紙を焼いたとき
『ルイーゼが不実な恋人の手紙を焼いたとき』（ルイーゼがふじつなこいびとのてがみをやいたとき、ドイツ語: Als Luise die Briefe ihres ungetreuen Liebhabers verbrannte）K.520は、ヴォルフガング・アマデウス・モーツァルトが作曲した歌曲。

## 概要
1787年5月26日にウィーンで作曲された。4日前には『別離の歌』K.519が作られている。モーツァルトの友人であり弟子でもあったゴッドフリート・フォン・ジャカンが、宮中顧問官グライナの邸宅で歌う目的で、モーツァルトに作曲を依頼した。ところがモーツァルトは一向に作曲しなかったため、業を煮やしたジャカンは彼を呼びつけ、自室に閉じ込めて作曲させたという話がある。自筆譜に「ジャカンの部屋にて」と書いているのはそのためである。ジャカンはこの歌曲をあくまで自作と偽り、恋人のファン・アルトモンテ嬢に献呈した。当時のモーツァルトは既に金銭に困っており、裕福な友人に版権を売ったといわれる。なお作詞はガブリエーレ・フォン・バウムベルクである。

## 曲の特徴
嫉妬の炎を燃やして、裏切った恋人からの手紙を焼く女性の内面劇であるが、手紙の燃える炎と内面の荒れ狂う炎とがピアノの細かい分散和音に交錯し高潮した歌が歌われる。しかしそれでも未練を絶ち切れず、愛情の炎が胸に燃え続けているのをはっと感じている所がうかがえる。